# سفارت اکوادور در واشینگتن
سفارت اکوادور در واشینگتن (به انگلیسی: Embassy of Ecuador) یک منطقهٔ مسکونی و نمایندگی سیاسی این کشور در ایالات متحده آمریکا است که در Columbia Heights واقع شده‌است.